# SC Apolda
SC Apolda was een Duitse voetbalclub uit de stad Apolda, in de deelstaat Thüringen.

## Geschiedenis
De club werd opgericht in 1910. In 1919/20 speelde de club in de tweede klasse van de Kreisliga Thüringen, waar ook stadsrivaal VfB Apolda speelde. In 1923 werd de club tweede en na dit seizoen werd de Kreisliga ontbonden en werd de Oost-Thüringse competitie als Gauliga Ostthüringen heringevoerd en zo promoveerde de club voor het eerst naar het hoogste niveau. 
In 1928 werd de club voor het eerst kampioen en plaatste zich zo voor de Midden-Duitse eindronde. De club bereikte de halve finale en versloeg onder andere Chemnitzer BC. In de halve finale kreeg de club een veeg uit de pan van Dresdner SC (16-1). Ook het volgende seizoen plaatste de club zich en versloeg SC Köthen 09 en SpVgg Erfurt alvorens van de Sportfreunde Leipzig te verliezen.
In 1929/30 won de club voor de derde keer op rij de titel en in de eindronde versloegen ze Schwarz-Gelb Weißenfels en Preußen Langensalza. In de kwartfinale was VfB Leipzig te sterk. Het volgende jaar won 1. SV Jena de titel in Oost-Thüringen, maar in 1931/32 greep Apolda weer de macht. Na een nipte 4-5-overwinning op VfL Bitterfeld en 4-3 op VfL Duderstadt verloor de club met 3-2 van Wacker Leipzig. 
In 1933 werd de competitie geherstructureerd nadat de NSDAP aan de macht kwam in Duitsland. De Midden-Duitse bond en al zijn competities verdwenen en maakten plaats voor de Gauliga Mitte en Gauliga Sachsen. Enkel kampioen Jena plaatste zich voor de Gauliga en verder nog twee clubs voor de Bezirksklasse Thüringen. Doordat de club slechts vierde eindigde bleef de club in de Oost-Thüringse competitie, die nu als Kreisklasse Ostthüringen nog maar de derde klasse was. Nadat rivaal VfB Apolda twee jaar op rij kampioen werd kon SC in 1936 de titel veroveren en via de eindronde promotie afdwingen. Na een plaats in de middenmoot werd de club derde in 1938 en 1939. In 1940 werd de competitie in twee reeksen opgedeeld. Apolda werd groepswinnaar en omdat SV 08 Steinach verzaakte aan een eventuele promotie mocht Apolda aan de eindronde deelnemen en kon deze ook afdwingen. 
In de Gauliga Mitte werd de club laatste met vijf punten uit veertien wedstrijden. Het volgende seizoen trok de club zich na twee speeldagen terug uit de competitie. Na de Tweede Wereldoorlog werd de club opgeheven.
Na de Duitse hereniging werd de club heropgericht in 1990, maar verdween enkele jaren later weer door financiële problemen.

## Erelijst
Kampioen Oost-Thüringen
1928, 1929, 1930, 1932